# Хэмнетт, Нина
Нина Хэмнетт (англ. Nina Hamnett; 14 февраля 1890, Тенби, Пембрукшир — 16 декабря 1956, Лондон) — уэльская художница, писательница и скульптор.

## Биография

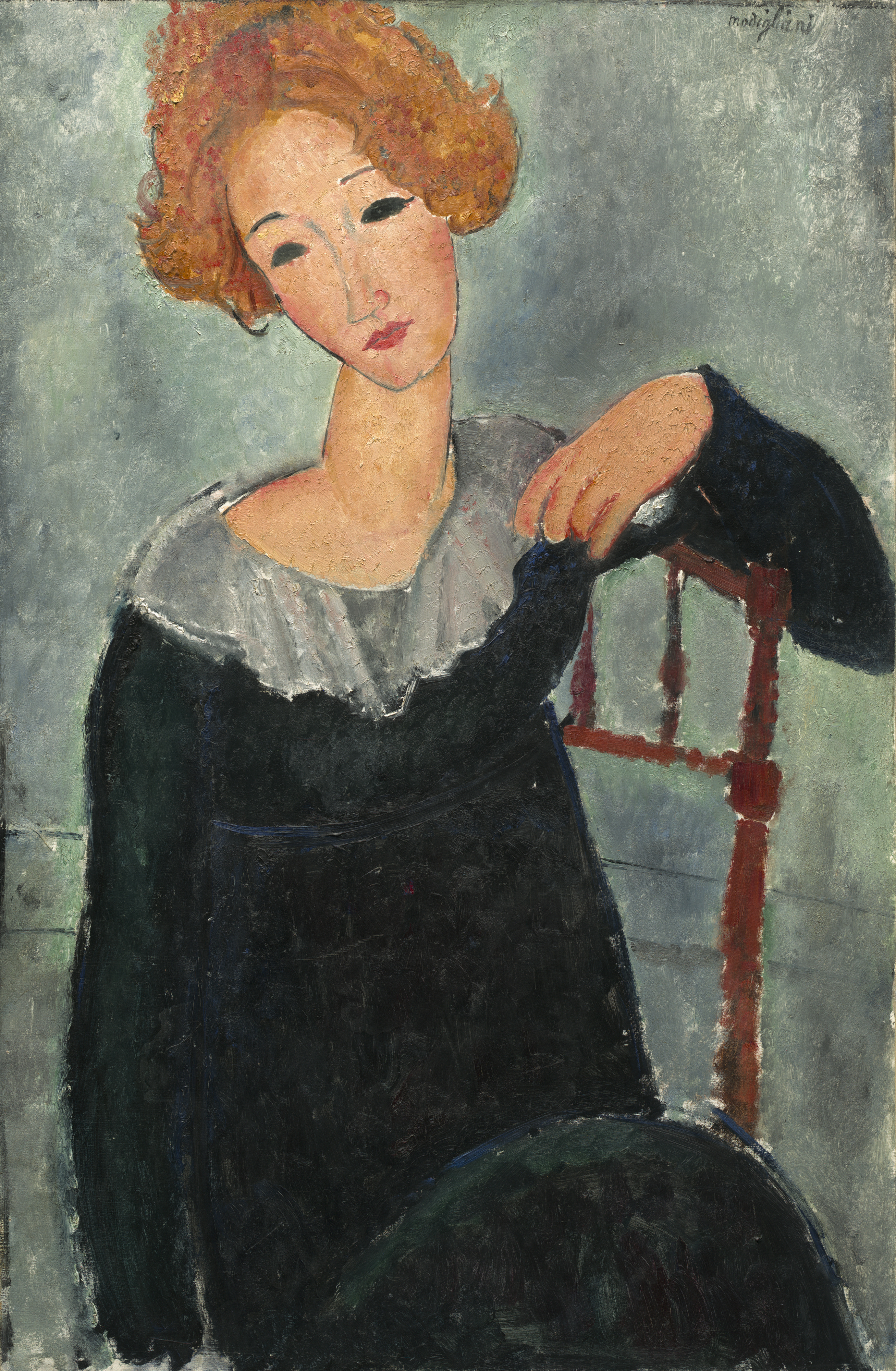
А.Модильяни. Портрет Н.Хэмнетт (1914)

Н. Хэмнетт училась живописи в пелхэмской Художественной школе (в 1906—1907 годах), затем в лондонской Школе искусств (до 1910 года). В 1914 году, перед началом Первой мировой войны, Нина уезжает во Францию, где изучает историю искусств в парижской Академии Марии Васильевой. Хэмнетт имела художественное ателье на Монпарнасе, в колонии художников Улей. В самое короткое время она завязывает знакомства с крупнейшими представителями культурной жизни столицы Франции — в том числе с Модильяни, Ж. Кокто, Дягилевым и Пикассо. После того, как Нина танцевала обнажённой на столе в кафе Ротонда, Пикассо назвал её Королевой Богемы. Хэмнетт послужила моделью для полотен многих художников. На Монпарнасе Нина познакомилась и со своим будущим мужем — норвежским художником Кристианом Роальдом.
После возвращения в Англию Нина преподавала в Техническом институте в Вестминстере (в 1917—1918 годах). Разведясь с Кристианом Роальдом, Хэмнетт живёт вместе с композитором Эрнестом Джоном Моэраном. Затем была сотрудницей художника Роджера Фрая, посвятившего Нине несколько своих полотен. Н. Хэмнетт была членом объединения британских интеллектуалов — группы Блумсбери. С середины 1920-х годов и до окончания Второй мировой войны художница живёт в лондонском богемно-фешенебельном районе Фицровия. Она завсегдатай местных художественно-артистических кафе, где встречается со своими друзьями — такими, как художник Огастес Джон и поэт Дилан Томас.
В 1932 году выходит в свет автобиографическая книга Н. Хэмнетт Laughing Torso (Весёлое тело), в которой она описывает свою жизнь во Франции, и которая стала бестселлером в Великобритании и в США. В том же году на Хэмнетт подал в суд известный оккультист Алистер Кроули, которого Нина представила в своей книге чернокнижником. Кроули процесс против Хэмнетт проиграл и при этом потерял почти всё своё состояние.
Нина Хэмнетт скончалась в 1956 году.

## Галерея
Избранные полотна художника Р. Фрая, написанные им с Нины Хэмнетт:

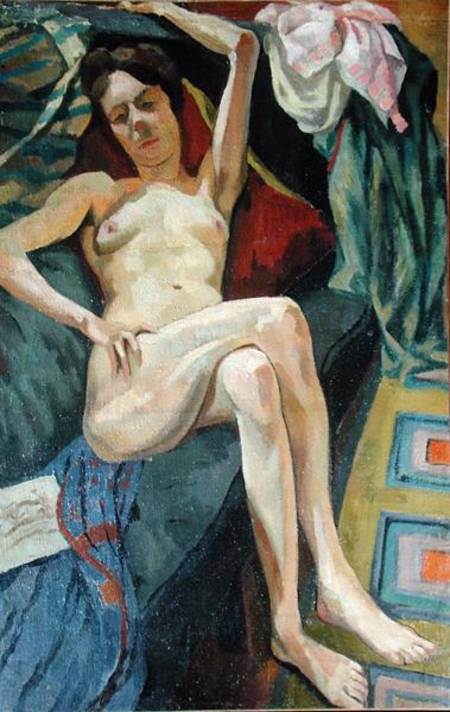
Женщина на софе, (1915)
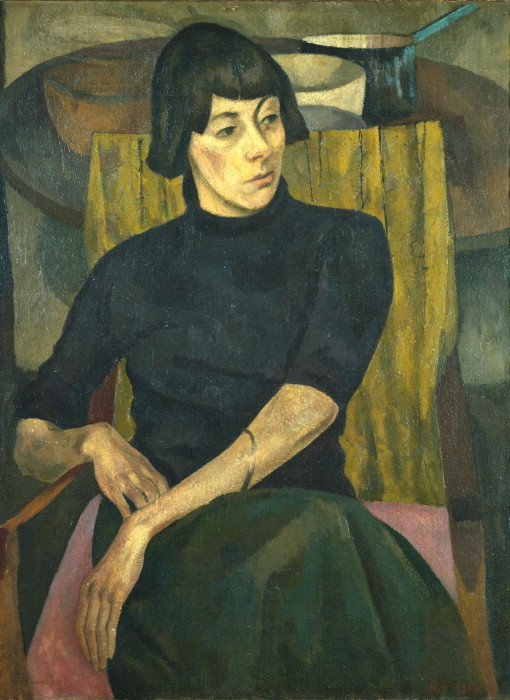
Нина Хэмнетт, (1917)
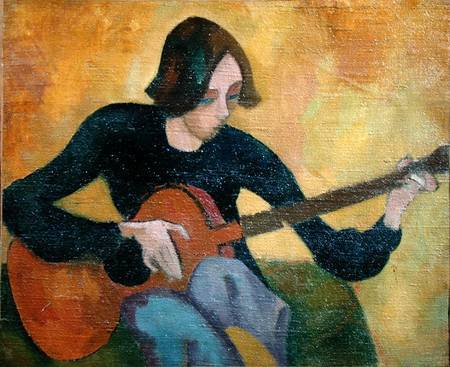
Нина Хэмнетт с гитарой, (1917/18)